# Les Borges Blanques
Les Borges Blanques ist eine katalanische Stadt in der Provinz Lleida im Nordosten Spaniens. Sie ist der Hauptort der Comarca Garrigues.

## Geographische Lage
Die Stadt liegt etwa 20 Kilometer südöstlich von Lleida an der Autobahn A-2 von Barcelona nach Saragossa sowie an der Nationalstraße N-240 zwischen Tarragona und Lleida. Sie besitzt einen Bahnhof an der Bahnlinie von Barcelona nach Lleida.

## Wirtschaft
Die Landwirtschaft besitzt traditionell eine große Bedeutung, insbesondere der Anbau von Oliven, Getreide, Mandeln und Obst. Heute findet sich auch eine breitgefächerter Industrie- und Dienstleistungssektor.
Das in der Region erzeugte Olivenöl ist weltweit begehrt, besonders das Öl der Sorte Arbequina. In der Mitte des 20. Jahrhunderts wurde dieses Öl fast vollständig nach Italien ausgeführt und dort als italienisches Öl verkauft oder zur Verbesserung der eigenen Produkte untergemischt.

## Städtepartnerschaft
- Toulouges im Département Pyrénées-Orientales, (Frankreich) seit dem 2. Mai 1982